# Urdu
El urdu (اُردُو, urdū, pronunciado [ˈʊrd̪uː]ⓘ), también conocido como lashkari (deletreado localmente لشکری), es un idioma hablado mayoritariamente en Pakistán e India. En Pakistán es considerada una lengua nacional, mientras que en India es uno de los veinticuatro idiomas oficiales en el país.
A pesar de su condición de lengua nacional de Pakistán, tan solo unos diez millones de personas en ese país (un 8 % de la población total) lo hablan como lengua materna. Este pequeño porcentaje lo forman los llamados mohajir (‘emigrantes’ en urdu), la élite social y económica de Pakistán que procede de los refugiados musulmanes que huyeron del norte de la India tras la partición de la antigua India británica en 1947, cuando surgieron los dos estados independientes de India y Pakistán.
Debido a la similitud entre el urdu y el hindi, los hablantes de las dos lenguas por lo general pueden entenderse en un nivel básico si ambas partes se abstienen de utilizar el vocabulario especializado o las diferencias dialectales. Algunos lingüistas los consideran como parte de una misma lengua y sostienen que son considerados como dos lenguas distintas por razones político-religiosas. La diferencia entre ambas lenguas radica en que el urdu es utilizado como lengua escrita por hablantes musulmanes y se escribe en una forma ligeramente adaptada del alfabeto persa (variante a su vez del alfabeto árabe).
El hindi, por el contrario, se escribe en el alfabeto devanagari, originalmente empleado para el sánscrito, y es utilizado por los hablantes hinduistas. Aunque el idioma coloquial es prácticamente el mismo, la norma culta del urdu hace uso de numerosos términos de origen árabe, kurdo, persa y turco, mientras que el hindi recurre, en estilos formales, al sánscrito como fuente de vocabulario culto. A la forma hablada común del urdu y el hindi se la denomina a menudo indostaní.

## Historia
El urdu tiene su origen en la ciudad de Delhi. Tras la conquista mogola de la India, el dialecto índico hablado en esta ciudad recibió numerosas influencias persas, turcas, pastunas y árabes debidas a los conquistadores musulmanes. Aunque estos utilizaban el persa como lengua oficial, la lengua popular seguiría siendo índica aunque con un abundante léxico de origen persa. Así, el crecimiento de la ciudad de Delhi dio lugar a una nueva lingua franca, utilizada en gran parte del norte de la India, que en el siglo XVII sería conocida como zaban-e-urdu-e-mualla. Esta expresión persa que significa "lengua de los campamentos y de la corte" acabaría abreviada simplemente como "urdu" (‘campamento’).
Las primeras manifestaciones literarias del urdu comenzaron en el siglo XVII. El urdu, escrito en alfabeto persa, se convertiría en el medio de expresión de los poetas musulmanes del norte de la India. A la forma de urdu utilizada en la poesía de esta época se la denomina rejti y su máximo exponente fue el poeta Vali Dakkani. Uno de los principales centros de actividad literaria en urdu ha sido tradicionalmente la ciudad de Lucknow, donde aún predomina el uso escrito del urdu sobre el hindi.
Debido a las exploraciones portuguesas en los siglos XV y XVI hay varias palabras de procedencia portuguesa en el urdu, como p. ej. cabi (de chave ‘llave’), girja (de igreja ‘iglesia’), kamra (cámara ‘habitación’), qamīz (de camisa ‘camisa’), mez (de mesa ‘mesa’).
El término urdu se utilizó como sinónimo de «indostaní» en la época de la India británica para referirse también a la lengua hablada. Sin embargo, las siempre complejas relaciones entre religión, lengua y sociedad en la India llevarían al uso de una forma escrita en alfabeto devanagari, propio del sánscrito, como alternativa a la forma escrita en alfabeto persa. Esta división en la forma escrita del lenguaje, que ha resultado en el desarrollo de dos normas cultas, hindi y urdu, se acentuaría con la partición de la India en 1947, cuando surgieron los estados independientes de India y Pakistán. Desde entonces, el término urdu se utiliza exclusivamente para referirse a la norma culta del idioma que utiliza el alfabeto persa. Desde la partición, el urdu utilizado en Pakistán ha incrementado considerablemente el uso de términos de origen árabe mientras que en la India muchos hablantes de hindi evitan conscientemente el uso de palabras de origen persa y árabe en la lengua escrita, favoreciendo un estilo con numerosos neologismos tomados del sánscrito. Esta tendencia ha acentuado la división de las formas escritas del urdu y el hindi, aunque el idioma hablado sigue siendo esencialmente el mismo.

## Uso en Pakistán
El urdu en Pakistán ha sufrido cambios y últimamente ha incorporado y tomado muchas palabras de lenguas como pashto pakistaní, punyabí, sindhi y balti, permitiendo así que los hablantes del idioma en Pakistán se distingan con mayor facilidad y den a la lengua un carácter decididamente pakistaní.
En Pakistán, el urdu es sobre todo aprendido como segundo idioma, pues casi el 93 % de la población de Pakistán tiene una lengua materna distinta del urdu. A pesar de esto, el urdu fue elegido como un símbolo de unidad y como lingua franca de Pakistán para que no se dé ninguna preferencia de un idioma sobre otro. El urdu es por lo tanto, hablado y entendido por la inmensa mayoría de una forma u otra, incluyendo una mayoría de la población urbana en ciudades como: Karachi, Lahore, Rawalpindi, Islamabad, Multán, Faisalabad, Hyderabad, Peshawar, Quetta, Jhang, Sargodha y Skardu.
El urdu es escrito y hablado en todas las provincias y territorios de Pakistán a pesar del hecho de que personas de provincias diferentes pueden tener diferentes lenguas indígenas, a partir del hecho de que es el «lenguaje base» del país. Por esta razón, también se enseña como asignatura obligatoria hasta la enseñanza secundaria superior, tanto en los sistemas escolares medios en inglés y en urdu. Esto ha producido millones de hablantes de urdu entre las personas cuya lengua materna es una de las lenguas oficiales de Pakistán como el panyabi, pashto, sindhi, balochi, potwari, hindko, pahari, saraiki, balti, y brahui pero pueden leer y escribir solo urdu. 
Al absorber muchas palabras de las lenguas regionales de Pakistán, esta variación del urdu se conoce a veces como urdu pakistaní. 
Además, mientras que la mayoría de la población está al corriente en urdu, que es la lengua materna de solo un 7% de la población en su mayoría inmigrantes musulmanes (conocidos como mojayires en Pakistán) del sur de Asia (India, Birmania, Bangladés, etc), las lenguas regionales también están siendo influidas por el vocabulario urdu. 
La mayoría de los casi cinco millones de refugiados afganos de diferentes orígenes étnicos (como los pastunes, tayikos, uzbekos, Hazara y turkmenos) que se quedaron en Pakistán desde hace más de veinticinco años se han convertido en hablantes de urdu.

## Uso en India
Es oficial en los estados indios de Bihar, Jammu y Cachemira y Andhra Pradesh. Aunque la mayor parte de los estados de India, así como el gobierno central, han promovido el uso del urdu desde la independencia, escrito sigue siendo muy habitual entre la comunidad musulmana de la India y es favorecido por algunas instituciones académicas, como la Universidad de Lucknow. El urdu que se habla en la India también se puede distinguir en muchos dialectos como dakhni (Deccan) del sur de la India, y khariboli de la región de Punyab desde los últimos tiempos.

## Dialectos
El urdu se subdivide habitualmente en cuatro dialectos: el urdu vernáculo moderno, el dakhini, el pinjari y el rekhta. El urdu vernáculo moderno es el lenguaje utilizado en los centros urbanos como Delhi, Lucknow y Lahore; el dakhini (también conocido como dakani, deccani, desia o mirgan) se habla en el estado indio de Maharashtra y en los alrededores de la ciudad india de Hyderabad. Esta variante dialectal emplea un número menor de vocablos de origen persa y árabe que el urdu estándar. En cuanto al rekhta, ésta es la forma de urdu utilizada como medio literario en la poesía en urdu, y se suele considerar un dialecto aparte.

### Lista
- Idioma urdu. El idioma urdu es uno de los idiomas estándar del subcontinente indio. Es el idioma público y nacional de Pakistán, mientras que es el idioma oficial de seis estados de la India. Según la Constitución de la India, se ha incluido en 22 idiomas de identificación oficiales. Según el censo de 2001, el urdu como lengua materna es del 5.01 % de la población en la India y, en este sentido, es el sexto idioma más grande de la India, mientras que el 7.59 % de las personas lo usan como lengua materna en Pakistán. Es el quinto más grande de Pakistán. El idioma urdu ha sido históricamente vinculado a la población musulmana de la India.
- Dakhini. Dakhini es un dialecto del urdu, hablado en Hyderabad, India.
- Idioma hindi. El hindi es un dialecto del urdu, hablado en la India.[cita requerida] El hindi se hizo del urdu a principios del siglo XIX por una política psicológica de división y gobierno. En la antigüedad, el idioma de los hindúes era el sánscrito, pero a nadie se le permitía hablar dicha lengua. Poco a poco el sánscrito comenzó a desaparecer. Los hindúes tomaron el urdu como el idioma de los musulmanes para salvar su idioma, y el idioma hindi se creó perdiendo las palabras en árabe y persa del urdu y eliminando la grafía originaria.[cita requerida]
- Idioma indostánico. El idioma indostánico es un dialecto y antiguo nombre del idioma urdu.
- Urdu de Hyderabad. El urdu de Hyderabad es un dialecto del urdu, hablado en Hyderabad, India.
- Dialecto khariboli. El khariboli es un dialecto del urdu o un antiguo nombre del urdu.
- Rekhta. Rekhta es dialecto del urdu y un antiguo nombre del idioma urdu.

## Escritura

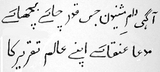
Imagen de un poema de Mirz Ghalib, uno de los grandes poetas en urdu, escrito en el estilo nasta'liq.

El urdu se escribe en una forma adaptada del alfabeto persa, que a su vez deriva del alfabeto árabe, al que se le añaden algunas letras para representar sonidos inexistentes en esa lengua. La escritura es horizontal y de derecha a izquierda. En la actualidad, el urdu en forma impresa tiene un aspecto ligeramente diferente del árabe debido a la adopción de estilos caligráficos diferentes como forma estándar. Mientras que los tipos de imprenta del árabe están basados en el estilo de caligrafía conocido como nasj, el urdu utiliza tipos basados en el estilo nasta'liq, difícil de componer en las imprentas y que ha retrasado el desarrollo de software para la representación electrónica del urdú.
El urdu, como el persa, conserva todas las letras propias del alfabeto árabe, incluso cuando éstas representan sonidos originalmente inexistentes en urdu. Los términos tomados del árabe se escriben así con su grafía original, y los hablantes con una buena formación en árabe se esfuerzan por pronunciar estos sonidos al estilo árabe.
El urdú se ha escrito también ocasionalmente en alfabeto latino desde la época británica. Antiguamente, la escritura en alfabeto latino se utilizó debido a la mayor disponibilidad de imprentas con fuentes latinas. En la actualidad, el uso de alfabeto latino se ha popularizado a través de las nuevas tecnologías como Internet y los mensajes SMS de telefonía móvil.
| Letra   | Nombre       | Pronunciación en el Alfabeto Fonético Internacional (AFI).                              |
| ------- | ------------ | --------------------------------------------------------------------------------------- |
| ا       | alif         | [ə, ɑ] tras consonante; muda en posición inicial.                                       |
| ب       | be           | [b]                                                                                     |
| پ       | pe           | [p]                                                                                     |
| ت       | te           | [t̪] dental                                                                              |
| ٹ       | tte          | [ʈ] retrofleja                                                                          |
| ث       | se           | [s]                                                                                     |
| ج       | yīm          | [dʒ]                                                                                    |
| چ       | che          | [tʃ]                                                                                    |
| ح       | badi he      | [h]                                                                                     |
| خ       | je           | [x]                                                                                     |
| د       | dāl          | [d̪] dental                                                                              |
| ڈ       | ddāl         | [ɖ] retrofleja                                                                          |
| ذ       | zāl          | [z]                                                                                     |
| ر       | re           | [r] dental                                                                              |
| ڑ       | arr          | [ɽ] retrofleja                                                                          |
| ز       | ze           | [z]                                                                                     |
| ژ       | zhe          | [ʒ]                                                                                     |
| س       | sīn          | [s]                                                                                     |
| ش       | shīn         | [ʃ]                                                                                     |
| ص       | suād         | [s]                                                                                     |
| ض       | zuād         | [z]                                                                                     |
| ط       | toe          | [t]                                                                                     |
| ظ       | zoe          | [z]                                                                                     |
| ع       | aein         | [ɑ] tras consonante; en otras posiciones [ʔ], [ə], o muda.                              |
| غ       | ghain        | [ɣ]                                                                                     |
| ف       | fe           | [f]                                                                                     |
| ق       | qāf          | [q]                                                                                     |
| ک       | kāf          | [k]                                                                                     |
| گ       | gāf          | [g]                                                                                     |
| ل       | lām          | [l]                                                                                     |
| م       | mīm          | [m]                                                                                     |
| ن       | nūn          | [n] o una vocal nasal                                                                   |
| و       | vāo          | [v, u, ʊ, o, ow]                                                                        |
| ہ, ﮩ, ﮨ | chottī he    | [ɑ] al final de una palabra, en otras posiciones [h] o muda                             |
| ھ       | do chasmī he | indica que la consonante precedente es aspirada (p, t, ch, k) o susurrada (b, d, j, g). |
| ی       | chottī ye    | [j, i, e, ɛ]                                                                            |
| ے       | badī ye      | [eː]                                                                                    |
| ء       | hamzah       | [ʔ] o muda                                                                              |

## Controversia sobre el origen del urdu y su relación con el hindi
La historia del urdu, así como su relación con el hindi, es motivo de controversia entre los hablantes de ambas lenguas y es sin duda uno de los casos más representativos en el mundo de la manera en que las identidades nacionales y religiosas se superponen a menudo sobre los criterios objetivos al determinar si dos formas de hablar cercanas o casi idénticas son dialectos o lenguas diferenciadas.
Para la mayoría de lingüistas, el urdu y el hindi son un ejemplo de diasistema, caso en el que una lengua hablada dispone de dos normas cultas para el lenguaje escrito. Un caso similar es el del serbio y el croata, generalmente considerados variantes escritas de una única lengua serbocroata.
La versión más aceptada en el mundo académico considera al indostaní una única lengua formada a raíz de las influencias persas y turcas sobre los dialectos índicos del norte de la India. El urdu sería el resultado de utilizar el alfabeto persa para representar esta lengua hablada y el hindi un intento posterior de utilizar un alfabeto autóctono y de "limpiar" el idioma de términos no indios. Frente a esta visión académica, en India y Pakistán es muy frecuente la idea de que el hindi y el urdu fueron originalmente dos lenguas totalmente diferentes y que la fusión de ambas es el resultado del colonialismo británico y del cine de Bollywood. Según esta visión, el intento de purificar la forma escrita de la lengua, eliminando, en el caso del urdu, palabras de origen sánscrito, sería una recuperación de esa lengua original. Del mismo modo que muchos hablantes de hindi consideran una afrenta la idea de que su lengua tenga su origen en el urdu, muchos hablantes de urdu ven en el persa y el turco las auténticas raíces de su lengua y llegan incluso a rechazar el origen indoario de la lengua.
La palabra hindi es uno de los antiguos nombres del idioma urdu. El significado de esta palabra es "indio" o "relacionado con la India".
El hindi se hizo del urdu a principios del siglo XIX. Bajo la política psicológica de 'dividir y gobernar', el idioma hindi surgió eliminando las palabras urdu-persas del urdu y reemplazándolas por palabras sánscritas.